# 朝久野勘十郎
朝久野 勘十郎（あさくの かんじゅうろう）は、大日本帝国陸軍軍人。最終階級は陸軍中将。位階勲等功級は従三位勲二等功三級。

## 経歴・人物
1869年3月21日（明治2年2月9日）、朝久野武八の次男として豊後国（現・大分県）にて生まれる。1892年（明治25年）陸軍士官学校第3期卒業。1901年（明治34年）陸軍大学校第15期を優等で卒業。
1904年（明治37年）2月に第1軍参謀に任官し、日露戦争に従軍。
その後、1905年（明治38年）12月に陸軍大学校教官、1911年（明治44年）9月に陸軍歩兵大佐、1912年（明治45年）3月に歩兵第1連隊長、1913年（大正2年）8月に第15師団参謀長、1914年（大正3年）8月に陸軍大学校幹事を経て、1916年（大正5年）8月に陸軍少将・歩兵第3旅団長に任ぜられた。
さらに、1920年（大正9年）1月に第13師団留守司令官、同年8月に陸軍中将、1921年（大正10年）6月に第14師団長を経て、1924年（大正13年）2月4日に待命、同月26日に予備役に編入した。
1947年（昭和22年）11月28日、公職追放仮指定を受けた。1953年（昭和28年）2月11日、埼玉県川越市内の自宅にて死去した。

## 栄典
- 1893年（明治26年）5月10日 - 正八位[7]
- 1899年（明治32年）2月20日 - 正七位[8]
- 1904年（明治37年）3月22日 - 従六位[9]
- 1907年（明治40年）12月27日 - 正六位[10]
- 1916年（大正5年）9月11日 - 正五位[11]
- 1920年（大正9年）9月10日 - 従四位[12]
- 1922年（大正11年）9月30日 - 正四位[13]
- 1924年（大正13年）3月25日 - 従三位[14]

## 親族
- 妻：朝久野千代（日本水電取締役などを歴任した荻生伝の姉）[1]